# Cuignières
Cuignières est une commune française située dans le département de l'Oise en région Hauts-de-France.

## Géographie

### Description

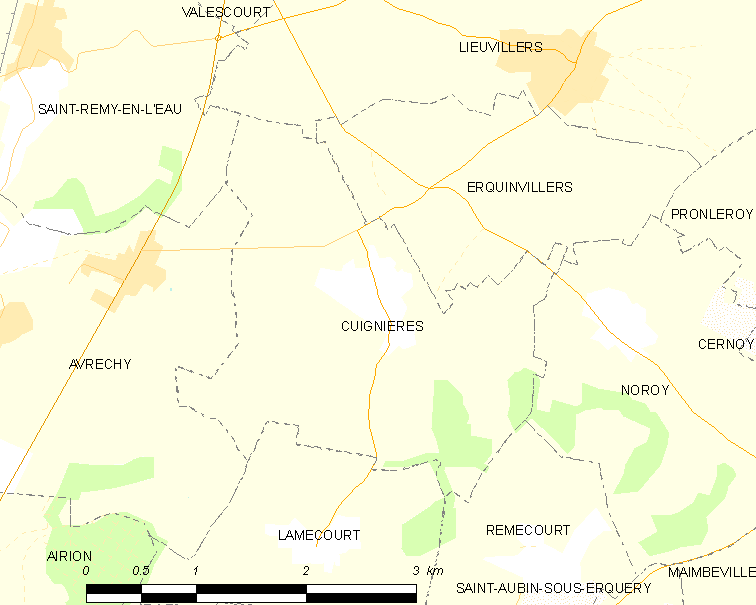
Communes limitrophes.

Cuignières est située dans le plateau picard, sensiblement au centre géographique du département du l'Oise,  à 66 km au nord de Paris, 28 km à l'est de Beauvais, 26 km à l'ouest de Compiègne et à 51 km au sud d'Amiens.
La commune a une superficie de 624 hectares. « Elle est traversée par un large vallon selon un axe allant de Erquinvillers à Valescourt. À l'ouest, le plateau fait la transition avec la vallée de l'Arré. A l'est, les coteaux, plus abrupts marquent le point culminant de la commune (163 m), entre les bois du Quesnoy et de Serperon. Le point le plus bas (95m) se situe en aval du fond de Talmotte, à la limite sud du territoire. A flanc de coteau, le village se trouve à une altitude variant entre 115 et 145 mètres ».

### Communes limitrophes
| Saint-Remy-en-l'Eau | Lieuvillers | Erquinvillers |
| Avrechy             | Cuignières  | Noroy         |
|                     | Lamécourt   | Rémécourt     |

### Topographie et géologie
La commune s'étend entre 95 et 163 mètres d'altitude. Située sur le plateau picard, elle est traversée par le large vallon du fond de Talmotte, dont l'origine se trouve à Erquinvillers sous le nom de vallée Madame. À l'ouest, le plateau fait la transition avec la vallée de l'Arré, tandis qu'à l'est, les coteaux sont plus abrupts laissant apparaître le point culminant de la commune. Ce dernier, entre les bois du Quesnoy et de Serperon au sud-est, est matérialisé par une borne géodésique de l'IGN. Le point le plus bas de commune de se situe en aval du fond de Talmotte, à la limite du sud du territoire avec Lamécourt. Le village, sur un coteau du fond de Talmotte, s'étale de 115 à 145 mètres au-dessus du niveau de la mer, près d'un petit vallon. La commune se trouve en zone de sismicité 1, très faiblement exposée aux séismes.

### Hydrographie
La commune est située dans le bassin Seine-Normandie. Elle n'est drainée par aucun cours d'eau,.
La présence du vallon de Talmotte montre toutefois l'ancienne présence de ruisseaux sur le territoire. Les zones les moins élevées du territoire, dans le fond de Talmotte, sont situées au-dessus de plusieurs nappes phréatiques sous-affleurantes.

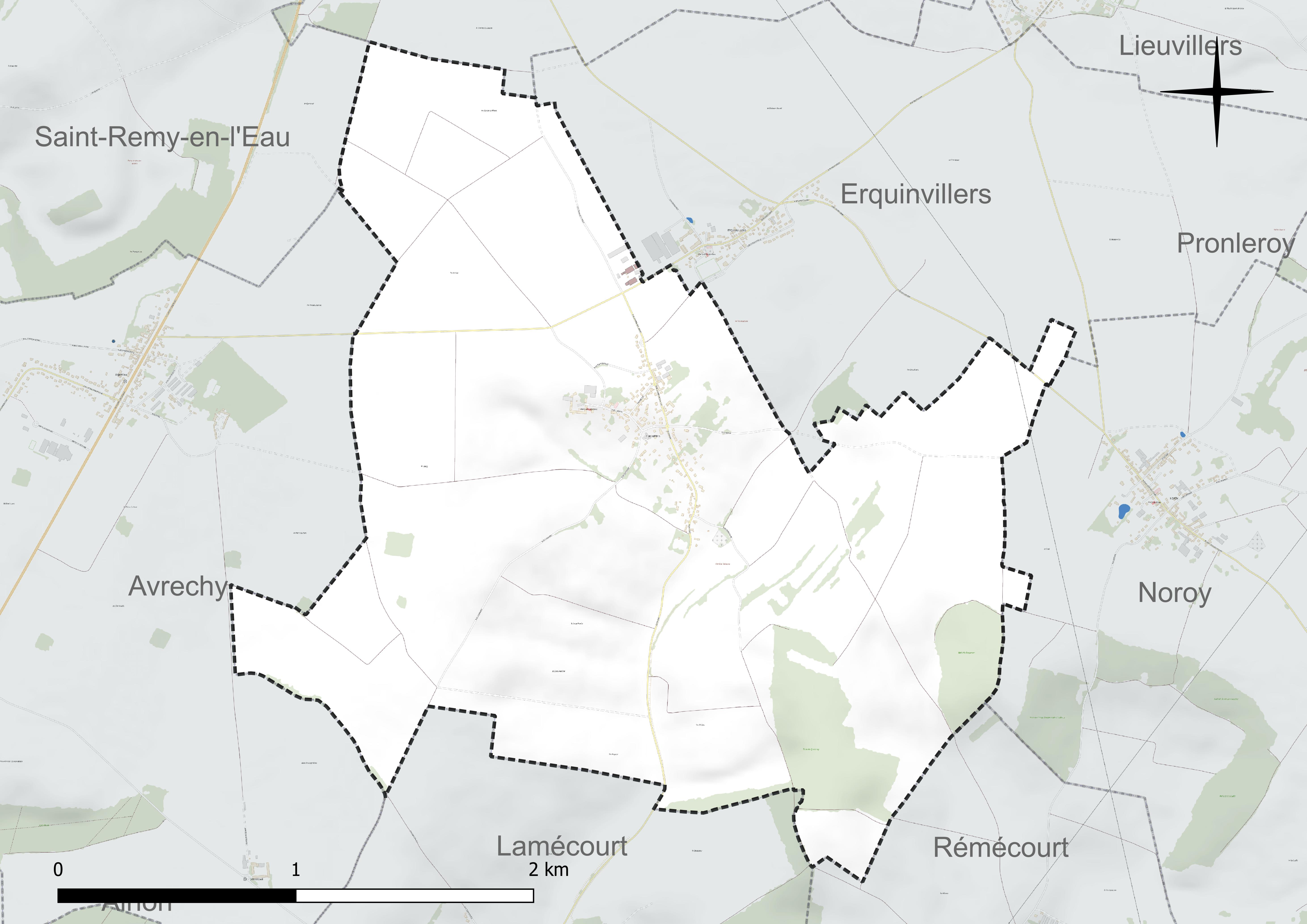
Réseau hydrographique de Cuignières.

### Climat
Pour des articles plus généraux, voir Climat des Hauts-de-France et Climat de l'Oise.
En 2010, le climat de la commune est de type climat océanique dégradé des plaines du Centre et du Nord, selon une étude du CNRS s'appuyant sur une série de données couvrant la période 1971-2000. En 2020, Météo-France publie une typologie des climats de la France métropolitaine dans laquelle la commune est exposée à un climat océanique et est dans la région climatique  Nord-est du bassin Parisien, caractérisée par un ensoleillement médiocre, une pluviométrie moyenne régulièrement répartie au cours de l'année et un hiver froid (3 °C). 
Pour la période 1971-2000, la température annuelle moyenne est de 10,2 °C, avec une amplitude thermique annuelle de 14,8 °C. Le cumul annuel moyen de précipitations est de 702 mm, avec 11,6 jours de précipitations en janvier et 8 jours en juillet. Pour la période 1991-2020, la température moyenne annuelle observée sur la station météorologique la plus proche, située sur la commune de Godenvillers à 16 km à vol d'oiseau, est de 11,1 °C et le cumul annuel moyen de précipitations est de 701,9 mm,. Pour l'avenir, les paramètres climatiques de la commune estimés pour 2050 selon différents scénarios d'émission de gaz à effet de serre sont consultables sur un site dédié publié par Météo-France en novembre 2022.

### Milieux naturels
Hormis le bâti, qui s'étend sur 18,7 hectares, la surface communale est composée à plus de 85 % de cultures sur 536 hectares.
Les espaces boisés sont majoritairement présents au sud-est avec les bois du Quesnoy, de Serperon et sur le coteau méridional du fond de Talmotte. On retrouve également quelques parcelles à l'est du village et au lieu-dit le Joug à l'ouest. Ils rassemblent 48 hectares, pour 7,6 % de la superficie.
Enfin, la commune comprend 26 hectares de vergers et prairies,.

## Urbanisme
Le village est marqué par la juxtaposition d'un bâti de briques et de pierres ancien, assez compact, souvent abrité par des murs de clôture relativement hauts, de constructions récentes, souvent pavillonnaires, plus lâches, moins compactes, qui se sont progressivement développées le long des voies, ainsi que dans des espaces interstitiels ».

### Typologie
Au 1er janvier 2024, Cuignières est catégorisée commune rurale à habitat dispersé, selon la nouvelle grille communale de densité à sept niveaux définie par l'Insee en 2022.
Elle est située hors unité urbaine. Par ailleurs la commune fait partie de l'aire d'attraction de Paris, dont elle est une commune de la couronne,. 

### Occupation des sols
L'occupation des sols de la commune, telle qu'elle ressort de la base de données européenne d'occupation biophysique des sols Corine Land Cover (CLC), est marquée par l'importance des territoires agricoles (87,7 % en 2018), en diminution par rapport à 1990 (93,1 %). La répartition détaillée en 2018 est la suivante : 
terres arables (87,7 %), forêts (6,9 %), zones urbanisées (5,3 %). L'évolution de l'occupation des sols de la commune et de ses infrastructures peut être observée sur les différentes représentations cartographiques du territoire : la carte de Cassini (XVIIIe siècle), la carte d'état-major (1820-1866) et les cartes ou photos aériennes de l'IGN pour la période actuelle (1950 à aujourd'hui).

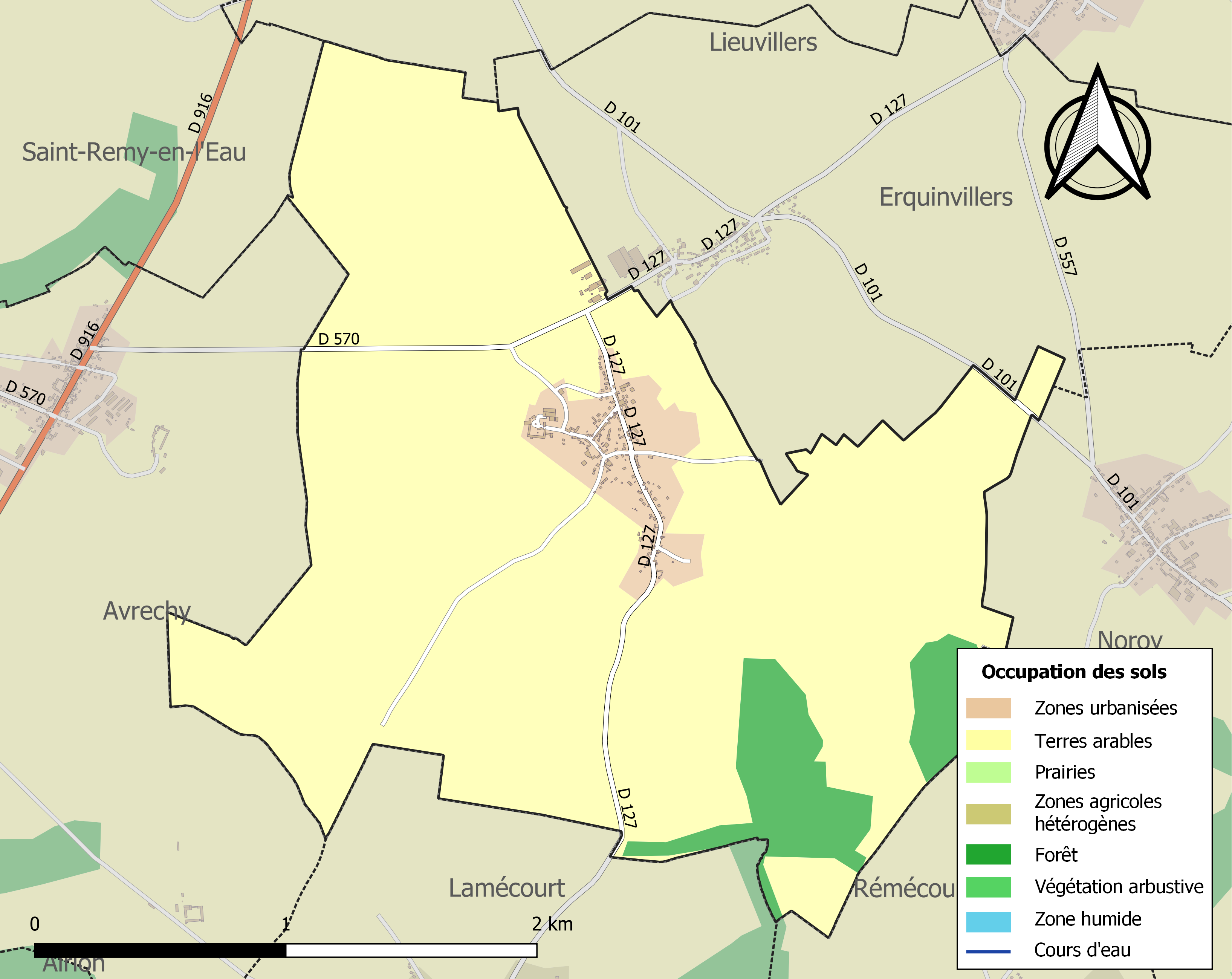
Carte des infrastructures et de l'occupation des sols de la commune en 2018 (CLC).

### Hameaux et lieux-dits
L'habitat communal se concentre uniquement dans le chef-lieu. Le seul écart est constitué par la coopérative agricole, entre le village et Erquinvillers.

### Habitat et logement
En 2018, le nombre total de logements dans la commune était de 100, alors qu'il était de 93 en 2013 et de 86 en 2008.
Parmi ces logements, 90 % étaient des résidences principales, 3 % des résidences secondaires et 7 % des logements vacants. Ces logements étaient pour 100 % d'entre eux des maisons individuelles et pour 0 % des appartements.
Le tableau ci-dessous présente la typologie des logements à Cuignières en 2018 en comparaison avec celle de l'Oise et de la France entière. Une caractéristique marquante du parc de logements est ainsi une proportion de résidences secondaires et logements occasionnels (3 %) supérieure à celle du département (2,5 %) et à celle de la France entière (9,7 %). Concernant le statut d'occupation de ces logements, 94,4 % des habitants de la commune sont propriétaires de leur logement (92,9 % en 2013), contre 61,4 % pour l'Oise et 57,5 pour la France entière.
| Typologie                                               | Cuignières | Oise | France entière |
| ------------------------------------------------------- | ---------- | ---- | -------------- |
| Résidences principales (en %)                           | 90         | 90,4 | 82,1           |
| Résidences secondaires et logements occasionnels (en %) | 3          | 2,5  | 9,7            |
| Logements vacants (en %)                                | 7          | 7,1  | 8,2            |

### Voies de communications et transports
La commune est traversée par 3 routes départementales : la RD 101, la RD 127 et laRD 570. La route départementale 127, de Fitz-James à Montiers est le principal axe communal. Il relie le chef-lieu aux villages voisins de Lamécourt au sud, qui donne accès par prolongement l'agglomération de Clermont et d'Erquinvillers et de Lieuvillers au nord. Cette route traverse le village par les rues d'En-Bas et de la Mare-aux-Saules. La route départementale 570 se détache de la D 127 au nord de la commune pour atteindre Avrechy et la route départementale 916, ex-route nationale 16 de Paris à Dunkerque par Amiens. La route départementale 101, de Bulles à Estrées-Saint-Denis, ne traverse qu'une courte portion du territoire communal entre Erquinvillers et Noroy. Une route communale relie la rue de l'Église à la D 570. Les rues de Clermont, de Rémécourt et de Noroy sont des routes communales se terminant en impasse au sortir du territoire.
Les gares SNCF les plus proches sont celles d'Avrechy et de Saint-Remy-en-l'Eau à moins de 4 kilomètres à l'ouest. La gare de Saint-Just-en-Chaussée, mieux desservie, se trouve à 6,7 km au nord-ouest. Ces gares sont toutes situées sur la ligne de Paris-Nord à Lille où circulent des trains TER Hauts-de-France reliant Paris-Nord à Amiens.
La commune est desservie, en 2023, par les lignes 6304 et 6341 du réseau interurbain de l'Oise. Une navette de regroupement pédagogique intercommunal (ligne 6803) relie le village au groupe scolaire de Lieuvillers, avec les communes d'Erquinvillers et d'Angivillers.
La commune fait partie d'un dispositif de transport solidaire autonome "Le rezo pouce" autostop volontaire" sécurisant et d'un rézo senior pour les ainés, organisé par la communauté de communes du Plateau Picard.[réf. nécessaire]

## Toponymie
La localité a été dénommée fiscus Cotoniarorum (877) ; Simon de Cuneriis (1165) ; Cuneriœ (1165) ; Cooneriœ (1172) ; Coognieriœ (1172) ; Coognieres (1179) ; Cugneres (1185) ; Cuignerez (1197) ; Quingnieres (1187) ; Cungnieres (vers 1200) ; Coongnieres (vers 1200) ; de Cooneriis (1201) ; de Ceungneriis (1205) ; Cuingneriœ (1205) ; Cuigneriœ (1220) ; Cugnieres (1224) ; Coigneriœ (1235) ; Cugneriœ (vers 1250) ; Raous de Cuignieres (1263) ; Ansoldus de Coongnieres (XIIIe) ; de Cungnieres (XIIIe) ; Coengneriœ (vers 1530) ; Cuigneres (vers 1530) ; Cungnieres (XVIe) ; Cuignier (XVIe) ; Cuigniers (1667) ; Cuignière (1771) ; Cuignières (1840).

Ce nom est à rapprocher de Cotoniarias qui a donné Coignières dans les Yvelines : verger de cognassiers (latin cydonius).
Le premier élément Cuign- reflète le nom du coing, terme issu du latin cotōneum, attesté en français pour la première fois sous la forme codoin au XIe siècle, puis cooing vers 1170. Le coing est le fruit du cognassier. Le nom actuel de cet arbre est un néologisme dérivé de cognasse à l'aide du suffixe -ier (cf. fruitier, pommier, poirier).

L'ancien français avait quoingnier mentionné au XIIIe siècle.

## Histoire
Erquinvillers est, au Moyen Âge, une dépendance de Cuignières. 
La commune de Cuignières, instituée par la Révolution française absorbe de 1826 à 1835 celle d'Erquinvillers,.

## Politique et administration

### Liste des maires
| Période                                  | Période                       | Identité       | Étiquette | Qualité                         |
| ---------------------------------------- | ----------------------------- | -------------- | --------- | ------------------------------- |
| Les données manquantes sont à compléter. |                               |                |           |                                 |
| mars 2001                                | 2006                          | Daniel Mathey  | DVD       | Ancien militaire Démissionnaire |
| mars 2006                                | mars 2014                     | Marc Lavernhe  |           |                                 |
| mars 2014                                | En cours (au 2 décembre 2021) | Philippe Farce |           | Réélu pour le mandat 2020-2026  |

## Équipements et services publics
En 2013, les enfants de la commune sont scolarisés avec ceux de Lieuvillers, Angivillers, Cernoy, Erquinvillers et Noroy dans le cadre d'un regroupement pédagogique concentré dont l'école, construite en 2010,  se trouve à Lieuvillers.

## Population et société

### Démographie

#### Évolution démographique
L'évolution du nombre d'habitants est connue à travers les recensements de la population effectués dans la commune depuis 1793. Pour les communes de moins de 10 000 habitants, une enquête de recensement portant sur toute la population est réalisée tous les cinq ans, les populations de référence des années intermédiaires étant quant à elles estimées par interpolation ou extrapolation. Pour la commune, le premier recensement exhaustif entrant dans le cadre du nouveau dispositif a été réalisé en 2008.

En 2022, la commune comptait 266 habitants, en évolution de +6,83 % par rapport à 2016 (Oise : +0,87 %, France hors Mayotte : +2,11 %).
| 1793 | 1800 | 1806 | 1821 | 1831 | 1836 | 1841 | 1846 | 1851 |
| ---- | ---- | ---- | ---- | ---- | ---- | ---- | ---- | ---- |
| 351  | 316  | 305  | 281  | 370  | 285  | 281  | 271  | 284  |

| 1856 | 1861 | 1866 | 1872 | 1876 | 1881 | 1886 | 1891 | 1896 |
| ---- | ---- | ---- | ---- | ---- | ---- | ---- | ---- | ---- |
| 254  | 233  | 218  | 196  | 188  | 198  | 186  | 181  | 181  |

| 1901 | 1906 | 1911 | 1921 | 1926 | 1931 | 1936 | 1946 | 1954 |
| ---- | ---- | ---- | ---- | ---- | ---- | ---- | ---- | ---- |
| 177  | 181  | 160  | 158  | 172  | 158  | 168  | 158  | 122  |

| 1962 | 1968 | 1975 | 1982 | 1990 | 1999 | 2006 | 2008 | 2013 |
| ---- | ---- | ---- | ---- | ---- | ---- | ---- | ---- | ---- |
| 99   | 96   | 102  | 119  | 169  | 177  | 203  | 211  | 240  |

| 2018 | 2022 | - | - | - | - | - | - | - |
| ---- | ---- | - | - | - | - | - | - | - |
| 246  | 266  | - | - | - | - | - | - | - |

#### Pyramide des âges
La population de la commune est relativement jeune.
En 2018, le taux de personnes d'un âge inférieur à 30 ans s'élève à 41,1 %, soit au-dessus de la moyenne départementale (37,3 %). À l'inverse, le taux de personnes d'âge supérieur à 60 ans est de 13,4 % la même année, alors qu'il est de 22,8 % au niveau départemental.
En 2018, la commune comptait 120 hommes pour 126 femmes, soit un taux de 51,22 % de femmes, légèrement supérieur au taux départemental (51,11 %).
Les pyramides des âges de la commune et du département s'établissent comme suit.
| Hommes | Classe d’âge | Femmes |
| ------ | ------------ | ------ |
| 0,8    | 90 ou +      | 0,8    |
| 3,3    | 75-89 ans    | 5,6    |
| 8,3    | 60-74 ans    | 7,9    |
| 29,2   | 45-59 ans    | 23,0   |
| 20,8   | 30-44 ans    | 18,3   |
| 13,3   | 15-29 ans    | 21,4   |
| 24,2   | 0-14 ans     | 23,0   |

| Hommes | Classe d’âge | Femmes |
| ------ | ------------ | ------ |
| 0,5    | 90 ou +      | 1,4    |
| 5,5    | 75-89 ans    | 7,6    |
| 15,6   | 60-74 ans    | 16,3   |
| 20,8   | 45-59 ans    | 20     |
| 19,4   | 30-44 ans    | 19,4   |
| 17,6   | 15-29 ans    | 16,2   |
| 20,6   | 0-14 ans     | 19,1   |

## Économie
L'activité économique principale de la commune est agricole, puisque les 537 hectares de sa surface agricole utile sont à 90% occupés par les terres labourables, dédiées à la grande culture, notamment de céréales, de betteraves et de légumes.
Outre trois exploitations et une coopérative agricole qui ont leur siège à Cuignières, le village compte également quelques artisans.

## Culture locale et patrimoine

### Lieux et monuments
- Église Saint-Martin (XVIe siècle), datant de 1598 (intérieur et son vitrail Saint-Médard)
- Ancien presbytère
- Ancien puits
- Calvaire, rue de la Mare-des-Saules
- Calvaire, dans le village au coin de la rue de Clermont et la rue de l'Eglise
- Calvaire, dans le cimetière
- Calvaire vers la coopérative

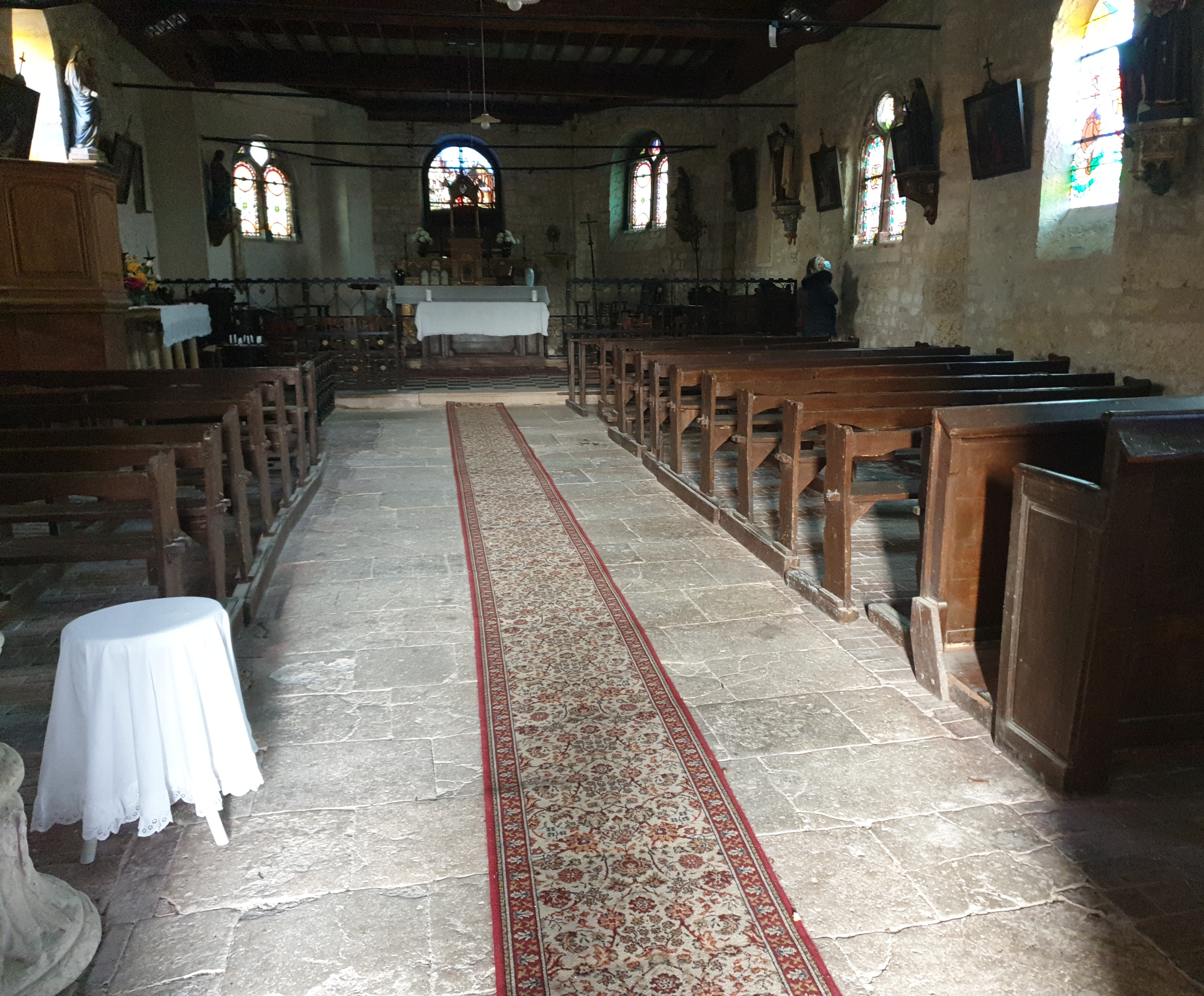
Église Saint-Martin
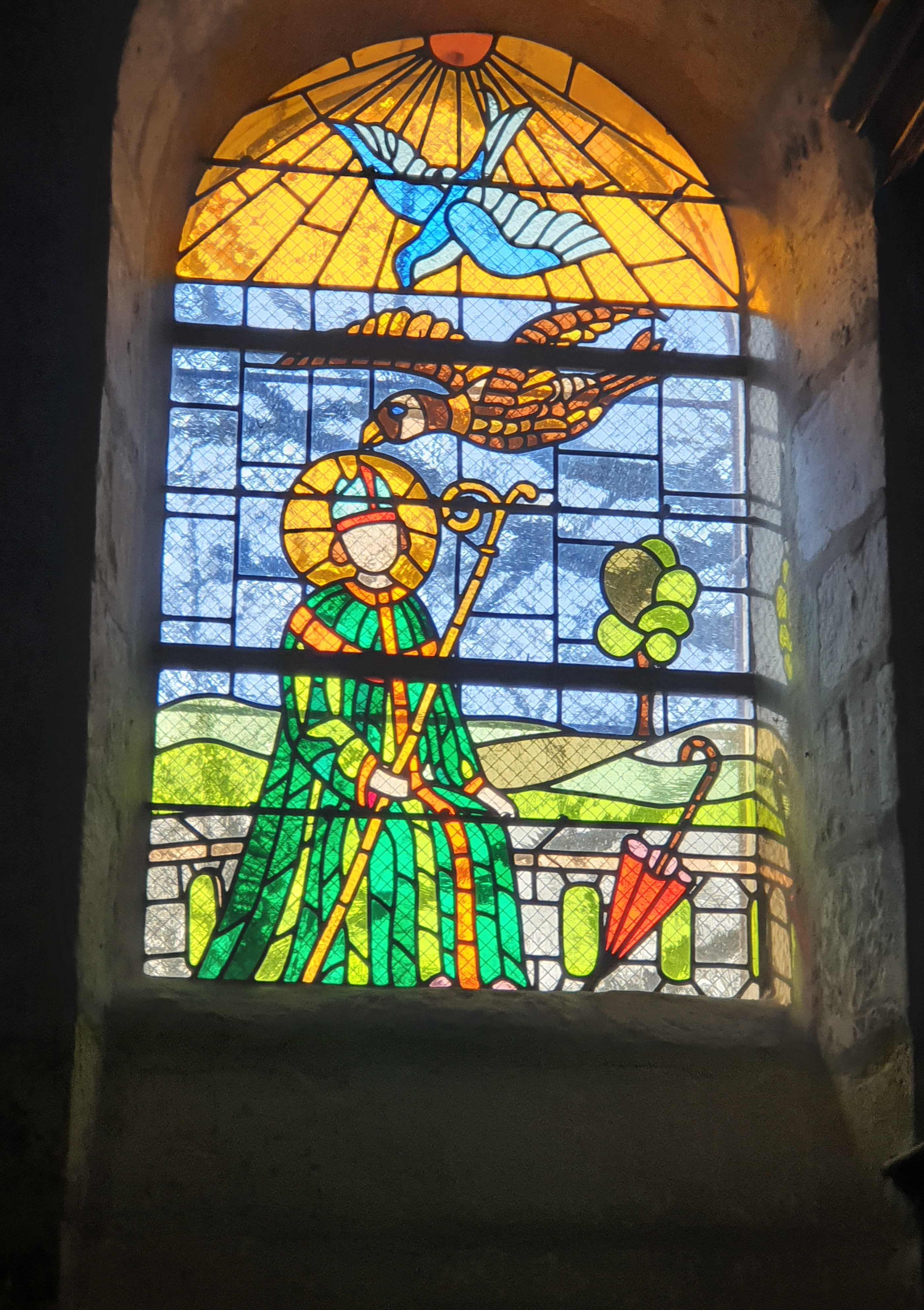
Vitrail de Saint-Médard
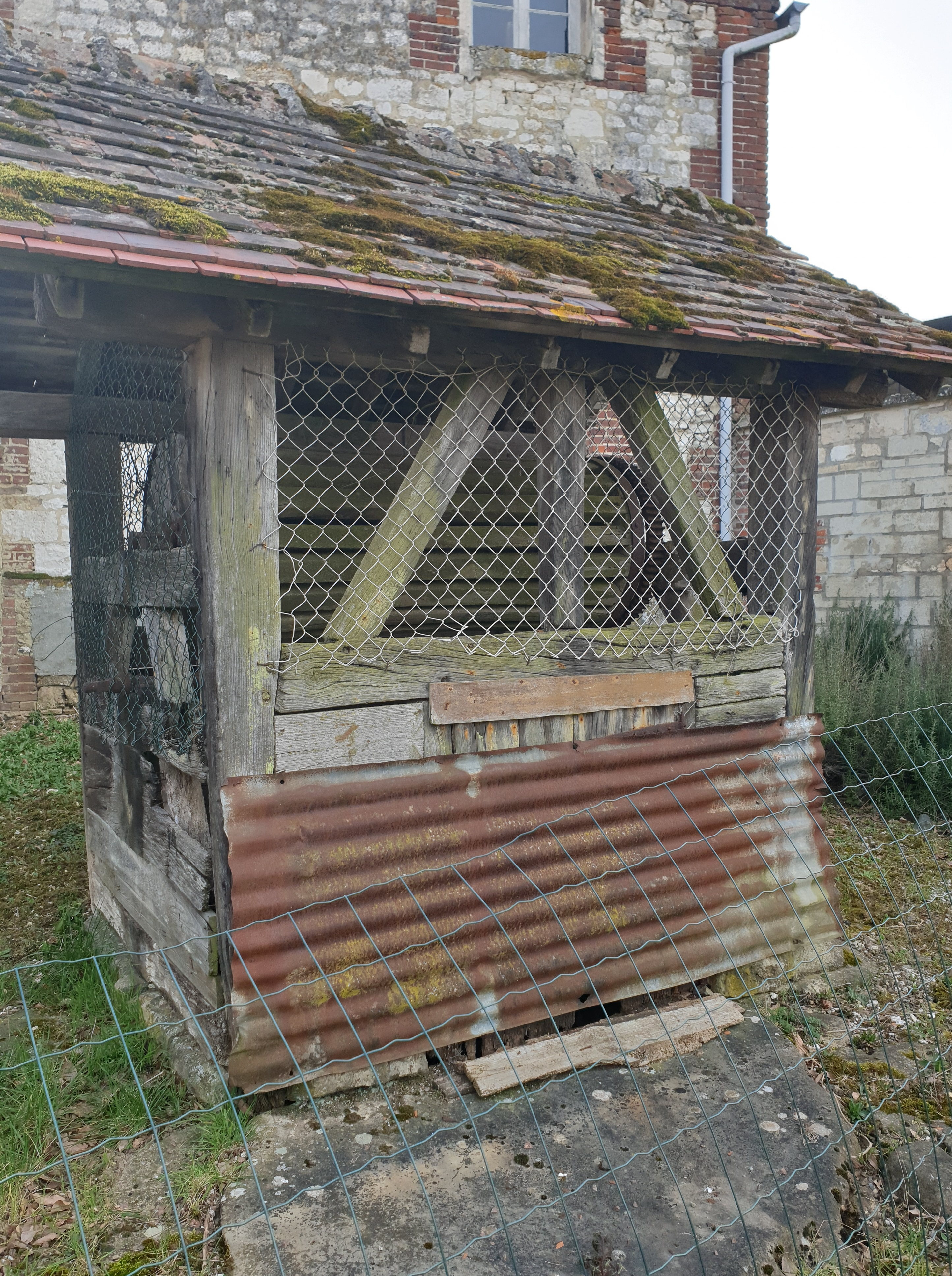
Ancien puits
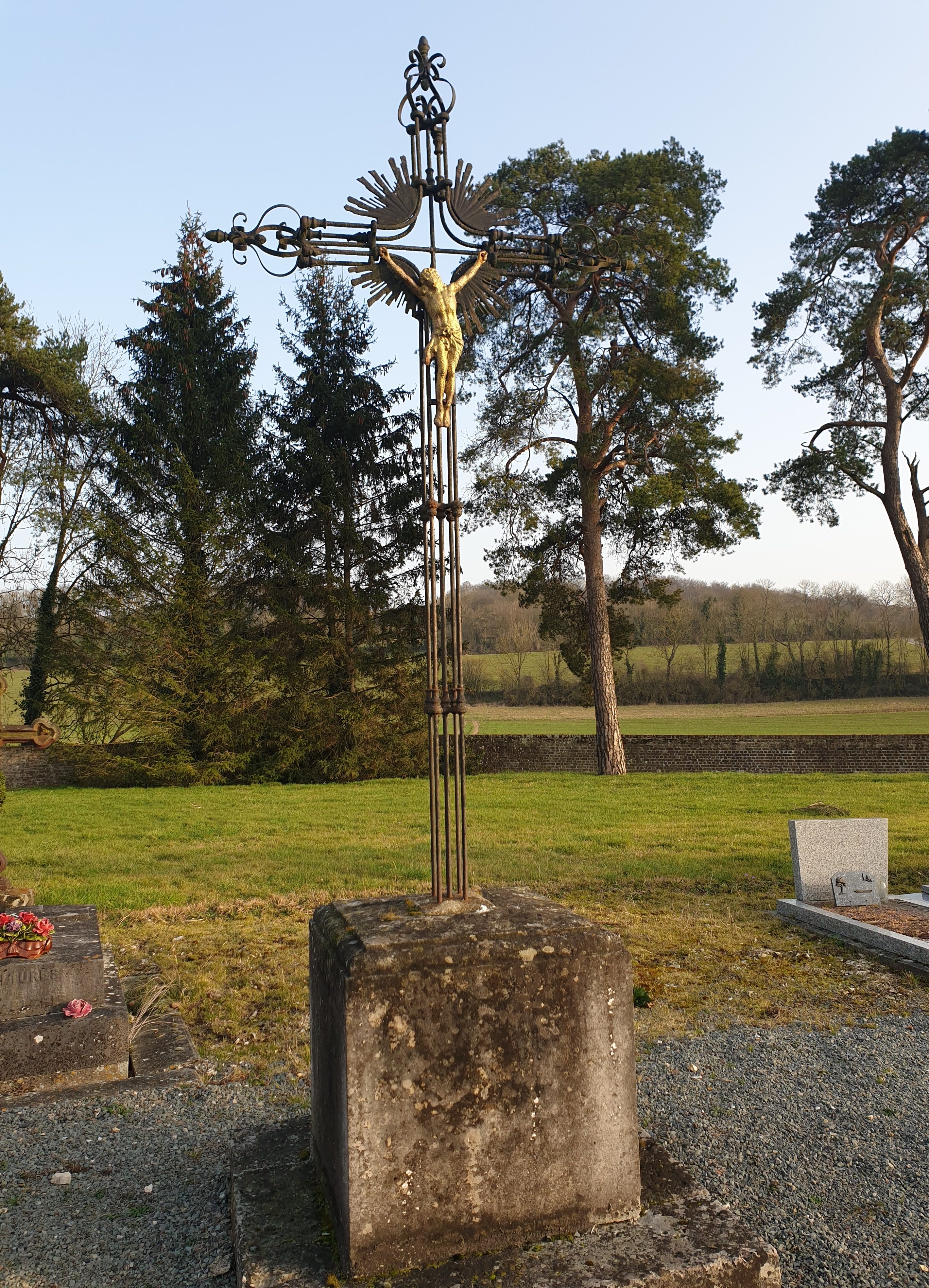
Calvaire dans le cimetière
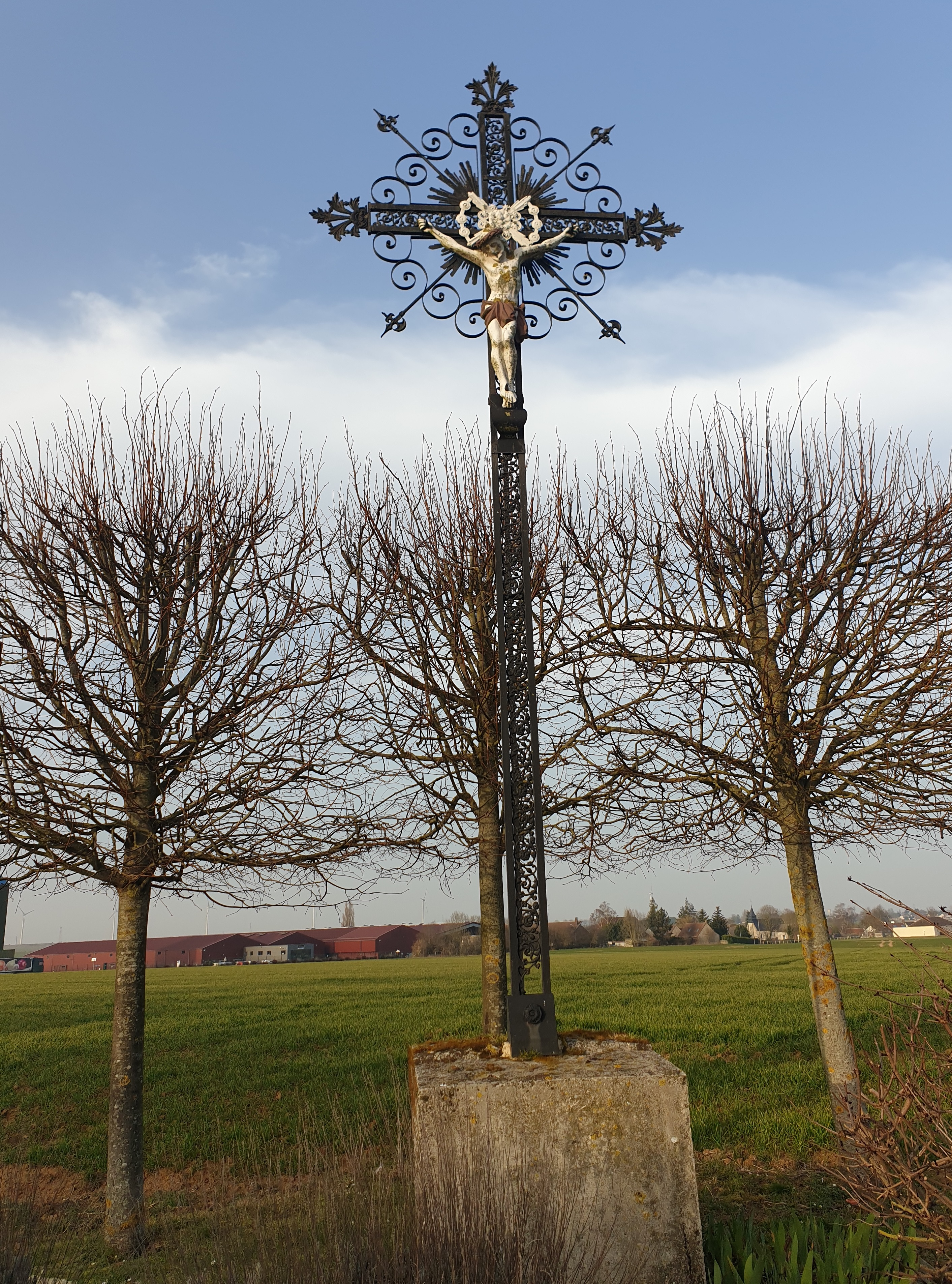
Calvaire vers la coopérative
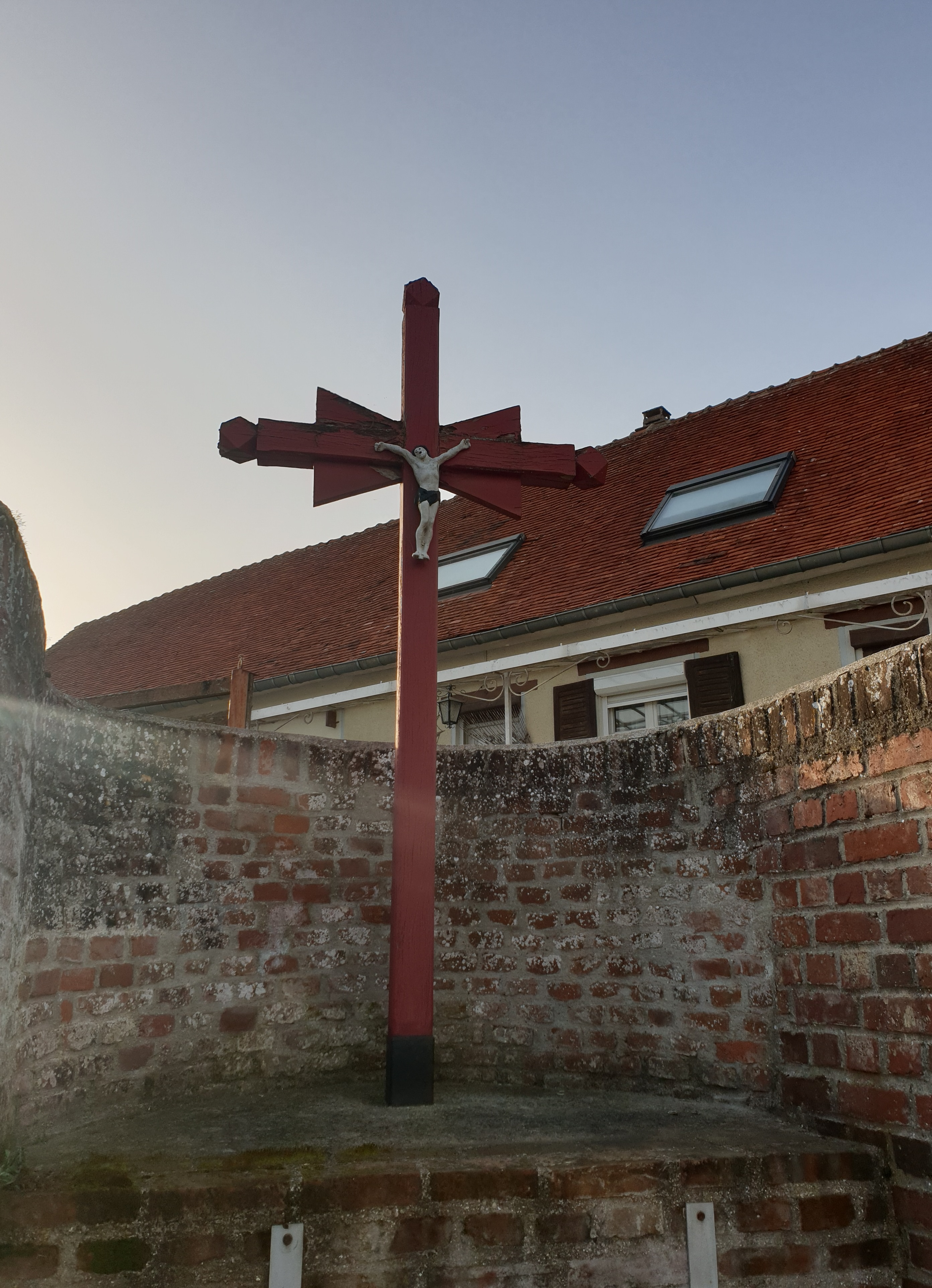
Calvaire dans le village

### Personnalités liées à la commune
- Famille de Cuignières, dont le premier connu est Yves de Cuignières qui signe l'acte de fondation des chanoines de Saint-Nicolas de Beauvais en 1078. Anséau de Cuignières voulant partir à la Quatrième croisade donne en aumône à l'abbaye de Saint-Just les dîmes de la paroisse de Cuignières dont il est le seigneur. Un fils d'Anseau s'établit au Plessis-Placy où il donne  le nom de Cuignières à un fief[33]

.
- Le village est le lieu de naissance de Pierre de Cuignières, mort en 1355, grand conseiller des rois Philippe le Bel, Louis X, Philippe le Long et Charles le Bel. En 1329, il est chargé par le roi de soutenir le principe de la séparation des pouvoirs laïques et ecclésiastiques. Il possède le petit domaine de Saintines, près Crépy-en-Valois. En 1330, le roi lui confirme les privilèges seigneuriaux de cette terre et lui donne en outre le droit d'usage de la forêt de Cuise[18].

### Héraldique
| Blason de Cuignières | Blason  | D'hermine à un écusson en abîme de gueules, chargé d'un lion d'or. |
| Blason de Cuignières | Détails | Le statut officiel du blason reste à déterminer.                   |